# Aranyosmóric
Aranyosmóric (románul Moruț) település Romániában, Beszterce-Naszód megyében.

## Fekvése
Szamosújvártól és Kékestől keletre, Mányik, Szentmáté és Újős közt fekvő település.

## Nevének eredete
Neve (Aranyos-Szász-Móric) aranyos  előtagja újabb keletű, neve második részét szász lakosairól, s harmadik részét pedig Móric nevű alapítójáról kapta. 1511-ben Morycz, 1577-ben Morics, 1615-ben Moricznak írták.

## Története
Nevét az oklevelek 1278 körül említették először Mowruch néven.
Első birtokosai a Sombor nemzetség tagjai voltak: Az e nemzetségből való Péter fiai; Sombor, Sándor és Pál voltak, de a nemzetség tagjai Móriczot 1291-ben a Szilbereki család tagjainak Mártonnak és fiainak Jakabnak, Jánosnak és Mikó fiainak eladták. Az ő leszármazottaiké volt, egészen 1391-ig, mikor Zsigmond király hűtlenség vádja miatt elvette a családtól és Bethleni Gergelynek adományozta.
1579-ben Maliczkovszky Polyák Mihály és gyekei Wesselényi Miklós megvettek egy itteni birtokrészt, melyet egymás közt két részre osztottak. Az 1580-as években Báthory Kristóf és Wesselényiek voltak főbb birtokosai.
Az 1600-as években a Báthory, Bethlen, Wesselényi, Kornis, gróf Haller családok voltak főbb birtokosok itt. Az 1700-as, 1800-as években a Haller, gróf Teleki, báró Kemény, Kendeffy, Wesselényi, Wass és más nemes családok birtoka volt.
A 20. század elején Szolnok-Doboka vármegye Kékesi járásához tartozott.
1910-ben 525 lakosa volt, ebből 249 román, 172 német, 61 magyar volt, felekezet szerint 272 görögkatolikus, 189 evangélikus, 30 református.

## Nevezetességek
- 15. századi evangélikus temploma a romániai műemlékek listáján a BN-II-m-B-01679 sorszámon szerepel.[4]
- Görögkatolikus fatemplomát Szűz Mária megjelenésére szentelték.